# Palácio do Parlamento

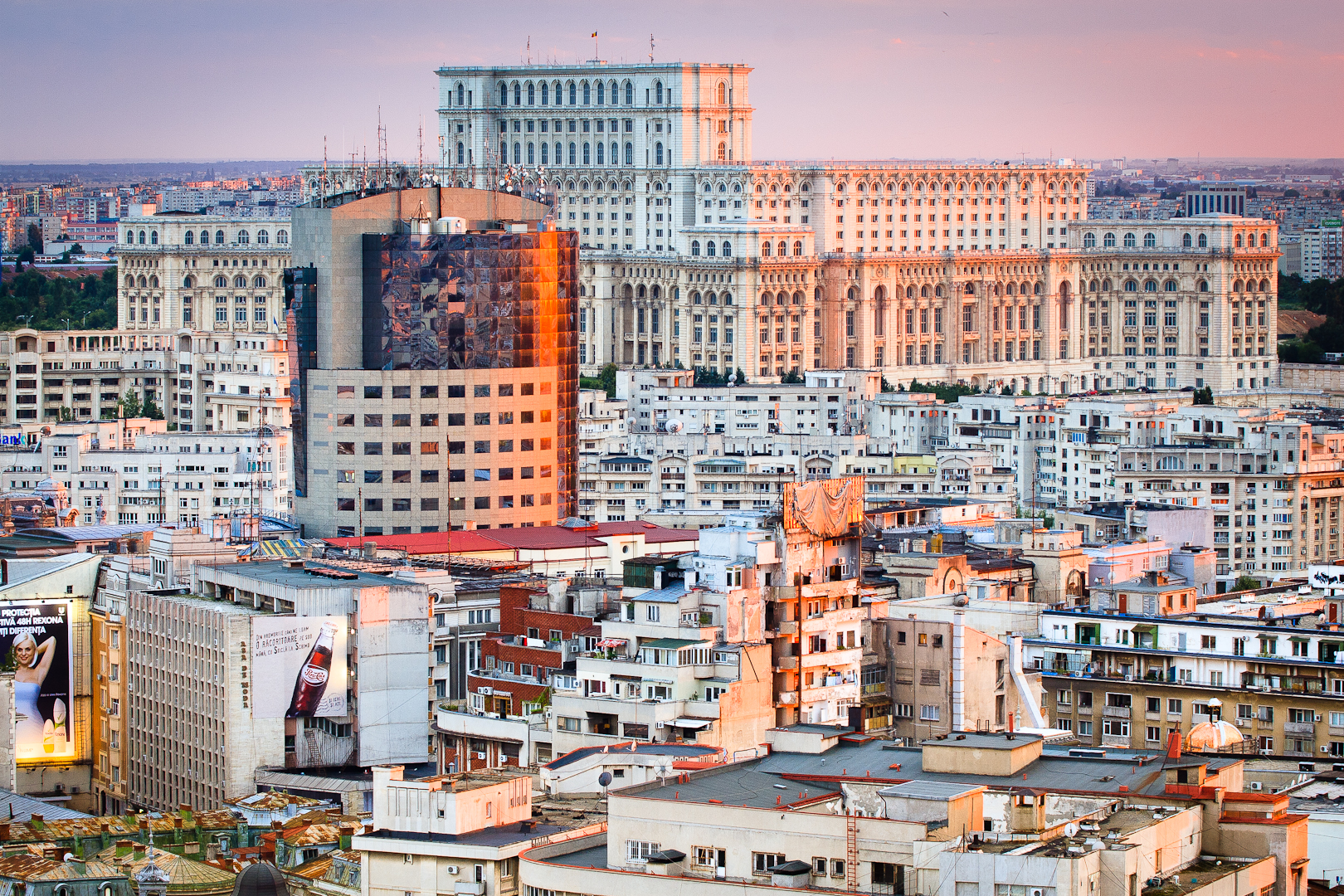
Palácio do Parlamento

O Palácio do Parlamento (em romeno: Palatul Parlamentului), localizado em Bucareste, na Roménia, é um edifício com múltiplas funções onde estão instaladas ambas as câmaras do Parlamento Romeno. Com  350.000 m² é o maior palácio do mundo e o terceiro maior edifício, após o New Century Global Centre e o Pentágono.
O palácio foi originalmente encomendado e desenhado, no final da década de 1970, pelo regime comunista do ditador Nicolae Ceauşescu para ser a sede de todo o poder político e administrativo na Roménia. O seu arquitecto chefe foi Anca Petreşcu. A construção teve início em 1980 e durou até 1989, quando Ceauşescu foi deposto. Até então, menos de 80% do edifício havia sido construído, mas a obra foi interrompida por ser muito onerosa para os cofres públicos romenos. Nicolae Ceauşescu chamou-lhe Casa da República (Casa Republicii), mas muitos romenos chamaram-lhe Casa do Povo (Casa Poporului).
De acordo com o Livro Guinness dos Recordes, o palácio é o maior edifício administrativo civil do mundo (O Pentágono é o maior em termos absolutos), o edifício administrativo mais caro e o edifício mais pesado.
Uma parte do palácio pode ser visitada pelo público, com visitas guiadas em romeno, inglês e alemão.

## Descrição

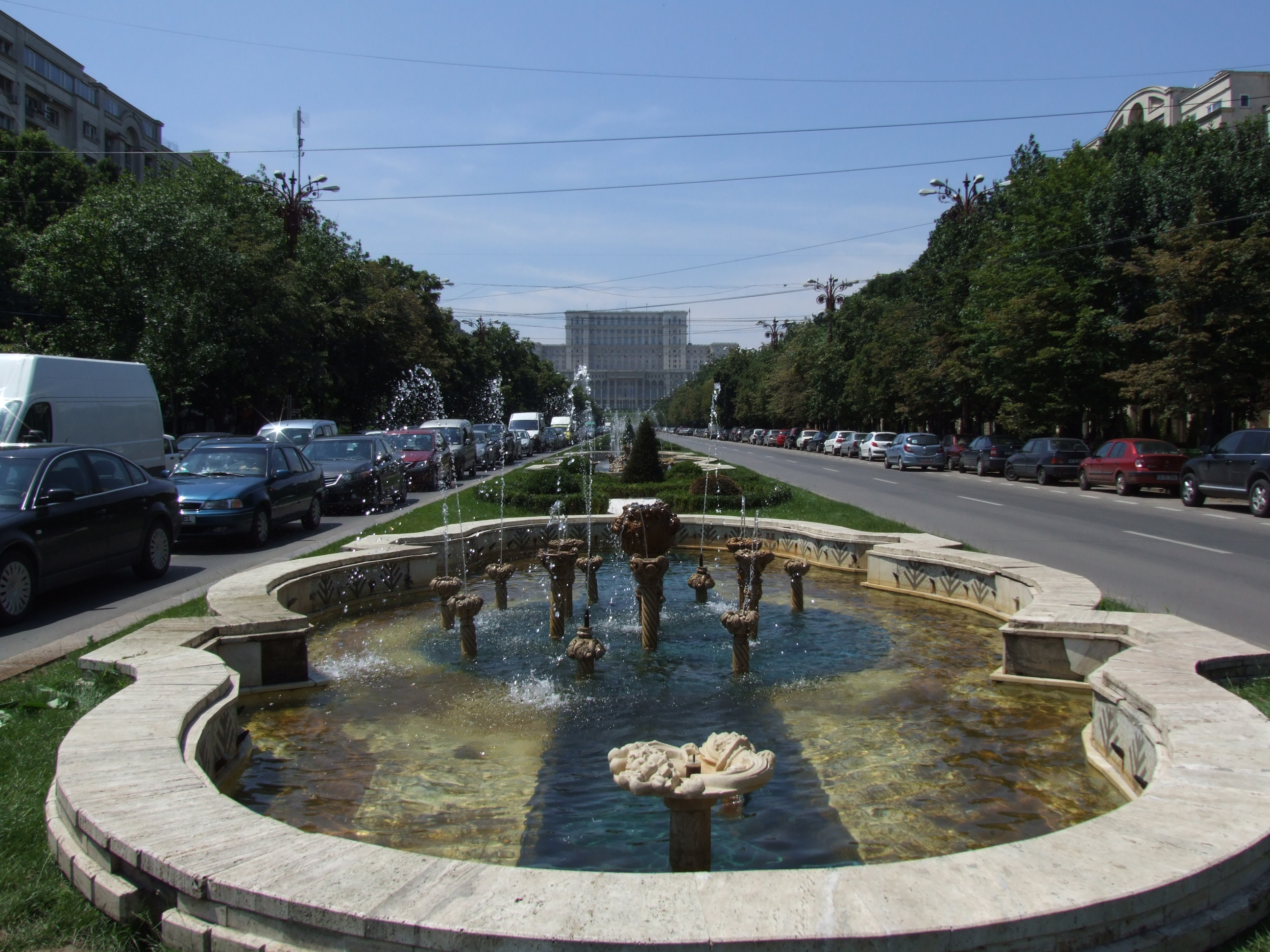
O Palácio do Parlamento ao fundo do Boulevarde Unirii

O palácio mede 270 metros de comprimento por 240 de largura, 86 de altura e 92 abaixo do solo. Possui 1.100 salas, duas garagens subterrâneas e 12 pisos de altura, com mais quatro pisos subterrâneos adicionais livres e em uso, além de outros quatro em diferentes estados de conclusão.
A estrutura combina elementos e motivos com origem em múltiplas fontes, num estilo arquitetônico neoclássico. O edifício foi construído inteiramente com materiais de origem romena. Estimativas dos materiais utilizados incluem um milhão de metros cúbicos de mármore da Transilvânia, principalmente Ruşchiţa; 3.500 toneladas de cristal — foram manufaturados 480 candeeiros, 1.409 luzes de tecto e espelhos; 700.000 toneladas de aço e bronze para portas e janelas monumentais, candeeiros e capitéis; 900.000 m³ de madeira (mais de 95% doméstica) para parquet e apainelamentos, incluindo madeira de juglans, carvalho, cerejeira, ulmeiro e sicómoro; 200.000 m² de tapetes de lã de várias dimensões (tiveram que ser instaladas máquinas dentro do edifício para tecer alguns dos tapetes maiores); cortinas de veludo e brocado adornadas com bordados e passamanarias em prata e ouro.

### Construção
Construído no lugar duma colina variavelmente conhecida como Colina Spirii, Colina Uranus ou Colina do Arsenal, a qual foi amplamente arrasada para este mega projeto, estando o edifício ancorado no extremo ocidental do Boulevard Unirii e do Centrul Civic. A construção do palácio e do Centrul Civic obrigou à demolição de grande parte do distrito histórico de Bucareste, incluindo 19 igrejas cristãs ortodoxas, seis sinagogas judias, três igrejas protestantes (além de outras oito recolocadas noutro local) e 30.000 residências.
A construção começou em 1983; a pedra angular foi instalada no dia 25 de Junho de 1984. Embora o edifício tenha sido idealizado para acolher todas as quatro principais instituições do Estado (um papel semelhante ao desempenhado pelo Palácio de Westminster para os britânicos),além disso Ceausescu pensou no palácio como sua residência pessoal com o governo a operar nele (da mesma forma que o Kremilin). O Palácio do Parlamento foi pensado para alojar as seguintes instituições:
- A Presidência da República (Preşedinţia Republicii) - actual Presidência (Preşedinţia);
- A Grande Assembleia Nacional (Marea Adunare Naţionalǎ) - actual Parlamento (Parlamentul);
- O Conselho de Ministros (Consiliul de Miniştri - actual Governo (Guvernul);
- O Supremo Tribunal (Tribunalul Suprem) - actual Alto Tribunal de Cassação e Justiça (Înalta Curte de Casaţie şi Justiţie).

Isto explica a forma rectangular do edifício.
Em 1989, na época da queda e execução de Nicolae Ceauşescu, a estrutura e desenho do edifício estavam completos. Posteriormente, muitos dos mobiliários nunca chegaram a ser instalados (mais evidente pelos frequentes grandes espaços por todo o palácio), e os três últimos andares subterrâneos e uma grande torre do relógio (que deveria exibir a hora oficial romena) nunca foram finalizados. Durante a troca de regime, os novos líderes da Roménia referiram-se ao edifício como a Casa de Ceauşescu, para destacar o excessivo luxo no qual Ceauşescu iria viver, em gritante contraste com a miséria e pobreza sofrida por muitas pessoas que viviam nos bairros das redondezas.
Partes do edifício (ala oeste, ala leste, partes do segundo piso e alguns andares subterrâneos) ainda têm que ser concluídas. Actualmente, está a ser construído um novo estacionamento dento de uma das áreas que não tinham sido concluídas, agora usado como armazém, o qual foi convertido durante a construção do palácio.Ainda serão construídos túneis que ligarão a Avenida 13 de Setembro com o edifício.

## História depois de 1989

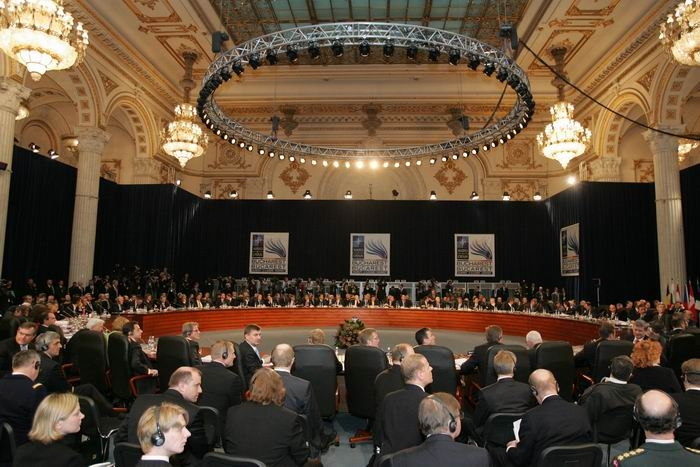
Interior do Palácio do Parlamento durante a 20ª Cimeira da Nato (2008)

A partir de 1997, o edifício tem alojado a Câmara dos Deputados da Roménia, a qual estivera previamente instalada no Palácio do Patriarcado; o Senado Romeno passou a operar dentro do prédio2005, tendo estado sediado previamente no antigo edifício do Comité Central do Partido Comunista. O palácio também contém uma enorme quantidade de diversas galerias de conferência, salões e outros espaços, usados para uma grande variedade de outros propósitos.
Em 2002, Costas Gavras gravou cenas do filme Amen no palácio, representando os palácios do Vaticano.
Em 2003-2004 foi construído um anexo de vidro, no lado externo dos elevadores. Este foi feito para facilitar o acesso ao Museu Nacional de Arte Contemporânea (MNAC), inaugurado em 2004 no interior da ala oeste do Palácio do Parlamento, e ao Museu e Parque do Totalitarismo e Realismo Socialista, inaugurado no mesmo ano.
A cafetaria para uso dos legisladores está em reforma.
Também no edifício, fica o quartel general da Iniciativa Cooperativa do Sudeste Europeu (SECI), uma organização focada na cooperação regional entre os governos contra o crime transfronteiriço.
Fazem-se visitas públicas ao edifício guiadas em várias línguas.
Em 2008, o Palácio do Parlamento acolheu a 20ª Cimeira da NATO.